# Rafael Dumas
Rafael Dumas (født 13. marts 1995) er en brasiliansk fodboldspiller.